# Taveuni
Taveuni è la terza isola più grande delle Figi, situata nella Divisione Nord. Si trova a soli 15 km di distanza dall'isola di Vanua Levu dalla quale la separa lo stretto di Somosomo. La popolazione è pari a circa 12.000 persone, per lo più residenti sulla costa occidentale, non vi sono centri abitati di dimensioni rilevanti.

## Geografia fisica
L'isola è famosa per essere attraversata dal meridiano dei 180°, ovvero dalla linea internazionale del cambio di data.
Taveuni è chiamata anche "isola giardino", il 60% della superficie è coperta da foresta pluviale. Il rilievo principale è una dorsale vulcanica lunga 16 km, un vulcano a scudo la cui ultima eruzione risale al 1550. Il punto più elevato, il monte Uluiqalau (1241 m s.l.m.) registra precipitazioni fino a 10.000 mm annui facendo di Taveuni uno dei luoghi più piovosi del mondo.
Le più note cascate delle Figi, le cascate Bouna, si trovano su quest'isola.

## Storia
Il primo europeo a visitare l'isola fu Abel Tasman nel 1643.

## Cultura

### Cinema
Nel 1991 vi è stato girato il film Ritorno alla laguna blu.